# Tanora Malagasy Vonona
Tanora MalaGasy Vonona (TGV, en español: Jóvenes Malgaches Determinados) es un movimiento político en Madagascar. Está encabezado por el actual presidente, Andry Rajoelina, quien lo organizó antes de las elecciones a la alcaldía de Antananarivo en 2007.
El término TGV también es una referencia al apodo de Andry Rajoelina, una referencia al tren de alta velocidad francés TGV y a la personalidad de rápido movimiento de Rajoelina.
Políticamente, TGV promueve la transparencia del gobierno, el desarrollo de infraestructura y la política multigeneracional. Es el principal rival de centro-izquierda del centroderechista Tiako I Madagasikara, y actualmente tiene la mayoría en la Asamblea Nacional.

## Historia electoral

### Elecciones presidenciales
| Elección | Candidato       | Votos     | %     | Resultado |
| -------- | --------------- | --------- | ----- | --------- |
| 2018     | Andry Rajoelina | 2.586.938 | 55,7% | Elegido   |

### Elecciones a la Asamblea Nacional
| Elección | Líder           | Votos     | %      | Escaños | +/– | Posición | Gobierno             |
| -------- | --------------- | --------- | ------ | ------- | --- | -------- | -------------------- |
| 2013     | Andry Rajoelina | 669,394   | 17,3%  | 49/151  | 49  | 1º       | Gobierno mayoritario |
| 2019     | Andry Rajoelina | 1,398,135 | 34,66% | 84/151  | 35  | 1º       | Gobierno mayoritario |